# Franken (Haut-Rhin)
Franken ist eine französische Gemeinde mit 365 Einwohnern (Stand 1. Januar 2022) im Département Haut-Rhin in der Region Grand Est (bis 2015 Elsass). Sie gehört zum Gemeindeverband Sundgau.

## Geographie
Franken liegt 17 Kilometer westlich von Basel zwischen Jettingen und Hundsbach. Nördlich des Dorfkerns verläuft die Départementsstraße D419. Durch die Gemeinde fließt der Thalbach, ein rechter Nebenfluss der Ill.

## Geologie
Frankens Ortskern liegt hochwassergeschützt in einem typischen Tal des Sundgauer Tertiärhügellandes. Der Thalbach hat die Lössanwehungen linear abgeräumt, die darunter liegende Decke von Sundgauschottern (= Schotter einer Ur-Aare, die einst über den Sundgau in das Saône-Rhônegebiet entwässerte) durchschnitten und sich weiter in die tertiären Sedimente eingetieft. Auffallend ist die für die Sundgautäler typische Asymmetrie des Talquerschnittes. Der SSW exponierte Nordhang ist steiler als der gegenüberliegende. Ursache sind die vorherrschenden regenbringenden W- bzw. SW-Winde, die die Lössdecke, die auf der Südseite noch erhalten ist und dort für eine sanftere Hangböschung sorgt, auf der N-Seite angegriffen und weitgehend entfernt haben. Das schwache Gefälle des Tales ist die Ursache für das starke Mäandrieren des Baches.

## Geschichte
Siedlungsspuren aus neolithischer und römischer Zeit. Der Name des Ortes deutet auf eine Ansiedlung von Franken im alamannischen Gebiet im Mittelalter hin (vgl. die benachbarten Orte Friesen und Schwoben!). Eine ursprüngliche Kirche wurde schon 1144 erwähnt, sie gehörte zur Pfarrei von Hundsbach. Franken wurde damals Franchon genannt. 1194 wurde es in einer anderen Urkunde als Francon erwähnt. Im Mittelalter zur Herrschaft der Grafen von Pfirt gehörig, später habsburgisch. 1648 kam es im Westfälischen Frieden mit dem elsässischen Besitz der Habsburger an die französische Krone. 
Von 1871 bis zum Ende des Ersten Weltkrieges gehörte Franken als Teil des Reichslandes Elsaß-Lothringen zum Deutschen Reich und war dem Kreis Altkirch im Bezirk Oberelsaß zugeordnet.

### Bevölkerungsentwicklung
| Jahr      | 1910 | 1962 | 1968 | 1975 | 1982 | 1990 | 1999 | 2006 | 2017 |
| Einwohner | 306  | 245  | 255  | 227  | 232  | 252  | 288  | 327  | 349  |

## Sehenswürdigkeiten

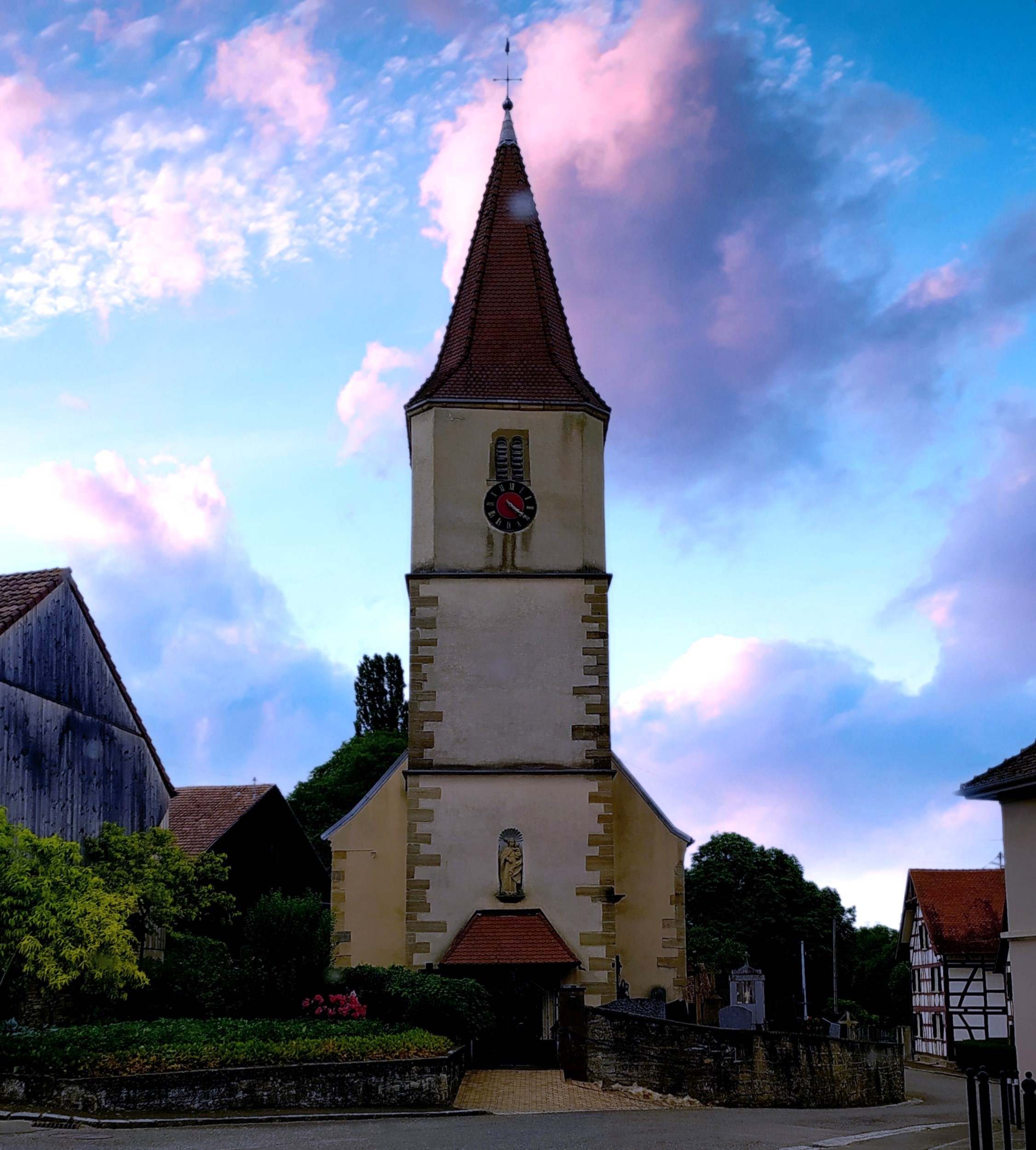
Franken Kirche, Typ Westturm mit Eingangshalle

Kirche St. Georg. Der Kirchturm mittelalterlich, Glockengeschoss und Turmhelm neuer. Das Schiff 1698 neu, der Chor gotisch. Seitlich am Kirchturm Skulpturen (Fridolin mit Skelett des Grafen Urso und St. Georg zu Pferd mit dem Drachen). Über dem Portal barocke Muttergottesstatue. Barocke Innenausstattung und spätgotischer Sakramentsschrein. Im 19. und 20. Jahrhundert wurden Renovierungsarbeiten durchgeführt.
Einige Fachwerkhäuser: Rue Principale Haus Nr. 18: Fachwerkbau (wohl um 1700, das Datum 1806 über der Türe wegen einer späteren Bautätigkeit) in altertümlicher Ständerbauweise. Die anderen in Stockwerkbauweise (also stockwerkweise abgezimmert) stammen erst aus dem 19. und 18. Jahrhundert. Die Häuser des 19. Jahrhunderts besitzen ein regelmäßiges, engmaschiges, auf Symmetrie bedachtes Fachwerk. Beim Haus Nr. 5 an der Rue St.-Georges von 1704 ist die Laube nicht wie sonst üblich an das Haus angehängt, sondern in den Baukörper integriert. Das Fachwerk des Erdgeschosses wurde nachträglich durch Mauerwerk ersetzt. Geschweifte Andreaskreuze an der Giebelseite als Bauschmuck. 

Die verfallende Wassermühle wurde in der zweiten Hälfte des 18. Jahrhunderts erbaut. Eine ursprüngliche Mühle wurde schon 1629 erwähnt. Bis 1931 befand sich die Mühle im Besitz derselben Familie von Müllern. Dann wurde sie verlassen.

Kirche St. Georg in Franken
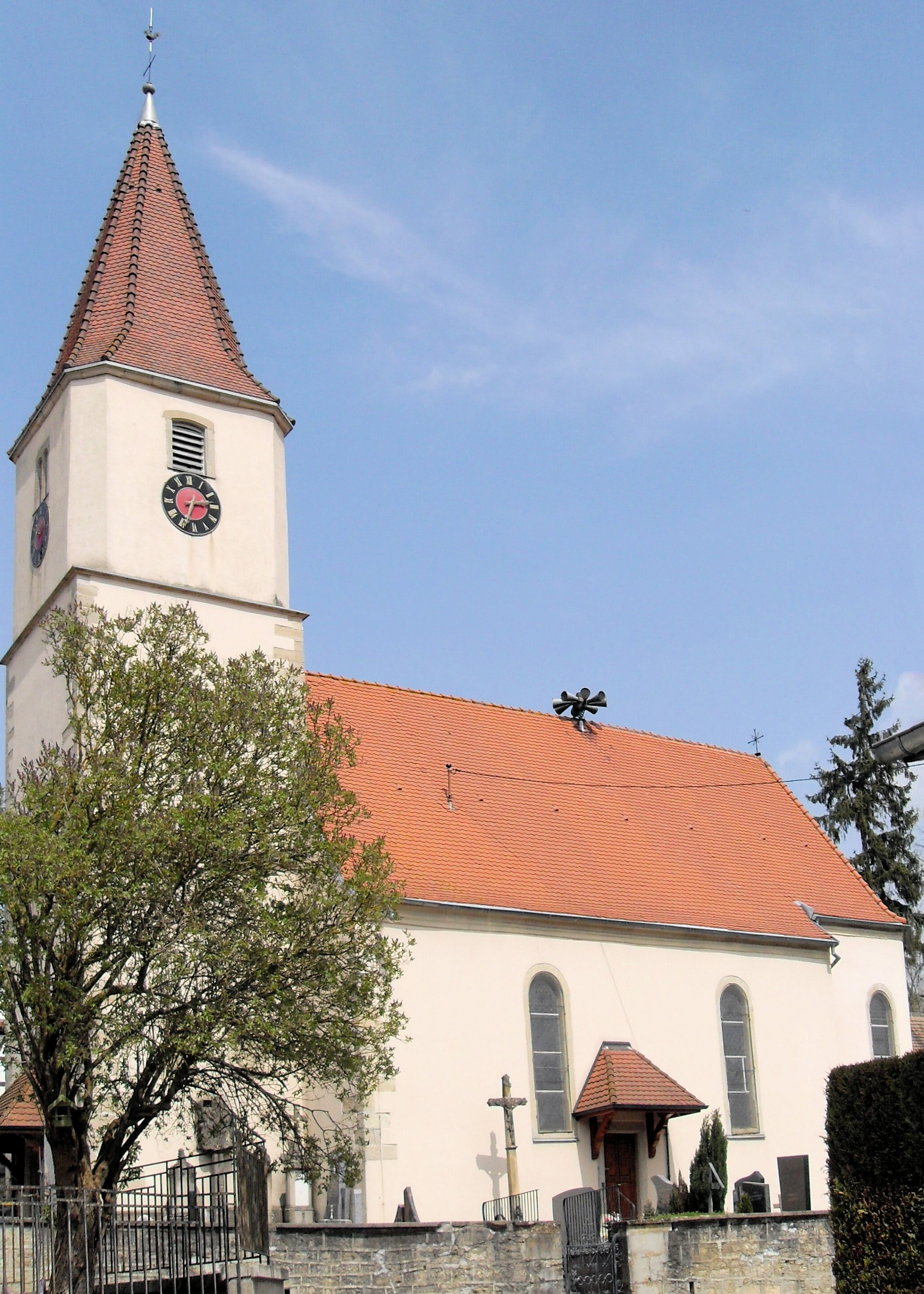
Südseite der Kirche
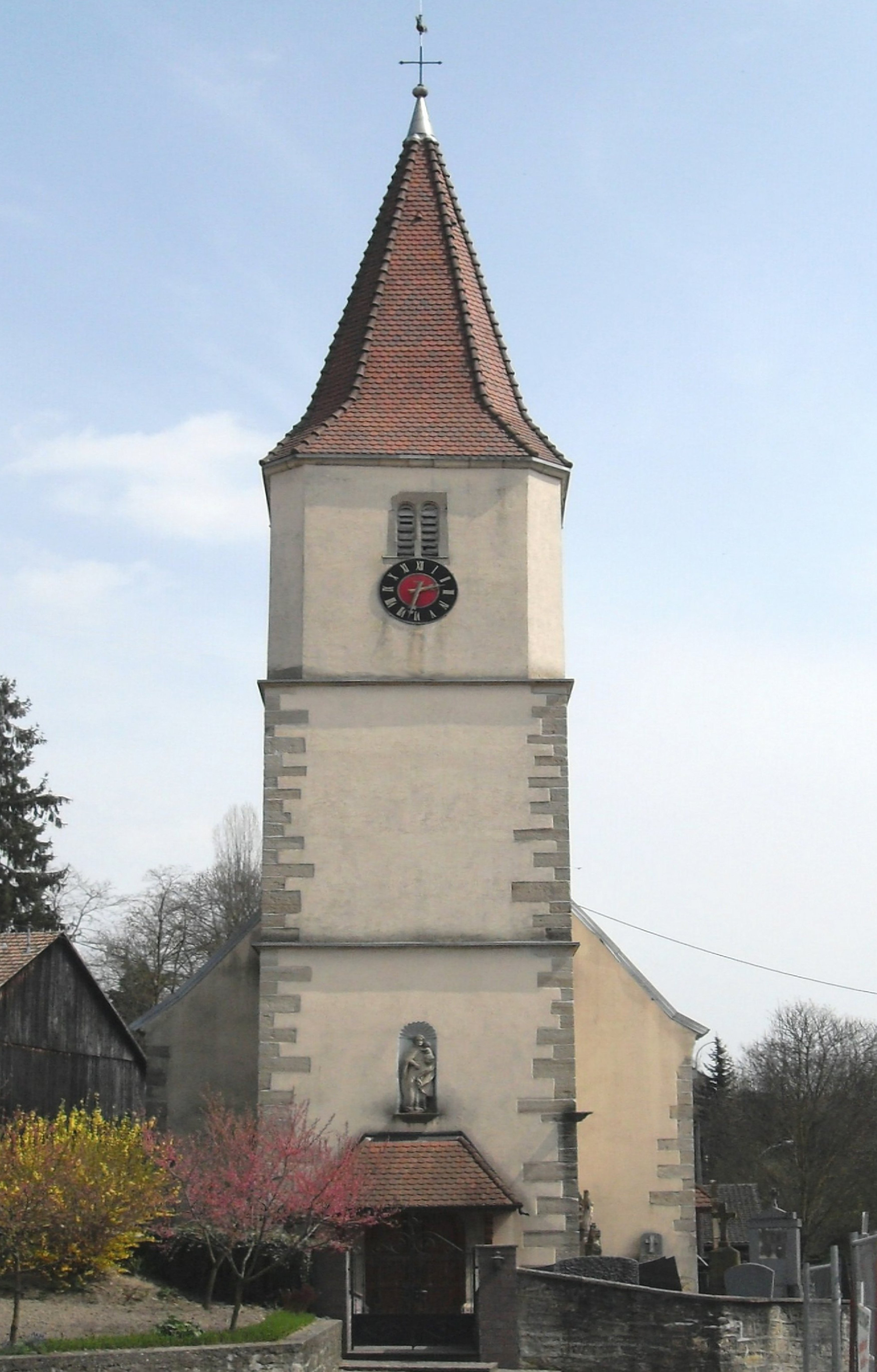
Westseite der Kirche

## Wirtschaft
Haupterwerbszweige in Franken sind Ackerbau und die Zucht von Hausrindern und Hausschweinen.